# Deutschmeister-Jubiläums-Marsch
Deutschmeister-Jubiläums-Marsch, op. 470, är en marsch av Johann Strauss den yngre. Den spelades första gången den 9 september  1896 i Pratern i Wien.

## Historia
1896 firade Infanteriregementet k.u.k. Infanterieregiment „Hoch- und Deutschmeister“ Nr. 4 i Wien 200 år. Fyra dagars firande pågick 4-7 september och i nöjesparken Pratern hade tidstypiska tablåer byggt upp där uniformer från fem perioder visades upp. Den 9 september anordnades en stor musikfestival i Pratern. 27 'Deutschmeister Marsch' hade skickats in till festkommittén men 24 av dem ansågs värdelösa och returnerades med tackbrev. De återstående tre var komponerade av Johann Strauss, Josef Bayer och Josef Hellmesberger junior (till skillnad från Strauss hade de båda andra tillhört 'Hoch- und Deutschmeister', men aldrig som kapellmästare). Marscherna - Strauss Deutschmeister-Jubiläums-Marsch, Bayers Deutschmeister Regiments-Marsch och Hellemsbergers Hoch - und Nieder-Marsch - var höjdpunkterna vid den konsert där fyra hundra musiker från åtta regementen spelade inför 18 000 besökare. 

## Om marschen
Speltiden är ca 2 minuter och 50 sekunder plus minus några sekunder beroende på dirigentens musikaliska tolkning.

## Weblänkar
- Deutschmeister-Jubiläums-Marsch i Naxos-utgåvan.